# Dernière Heure, édition spéciale
Pour les articles homonymes, voir Dernière heure.
Pour plus de détails, voir Fiche technique et Distribution.
Dernière heure, édition spéciale est un film français réalisé par Maurice de Canonge en 1949.
Maurice de Canonge avait déjà réalisé une version de ce roman en 1937 ; le film est intitulé À minuit, le 7.

## Résumé
Un journaliste qui s'occupe de la rubrique « courrier du cœur » a l'idée saugrenue de déclencher une enquête sur la mort d'un pianiste qu'il affirme avoir été assassiné. Pour éblouir sa femme, reporter au journal, il travestit les faits de telle façon que la police le soupçonne, puis le déclare coupable. Il faut un certain nombre de péripéties pour le tirer de ce mauvais pas et lui faire réintégrer sa rubrique.

## Fiche technique
- Titre : Dernière heure, édition spéciale
- Réalisation : Maurice de Canonge
- Scénario : d'après le roman de Maurice Level L'Épouvante
- Adaptation : Jacques Companeez
- Dialogues : Michel Duran
- Assistant réalisateur : André Forgeat
- Images : André Germain
- Opérateur : Marius Roger, assisté de Jean Bouvet
- Son : Pierre-André Bertrand
- Décors : Jacques Colombier, assisté de Guisgand
- Montage : Paulette Robert, assistée de Paulette Burguet
- Musique : Louiguy (éditions Reggia)
- Photographe de plateau : Guy André
- Conseiller technique cour d'assises : Maîtres A. Biscarre et F. Farnier
- Régisseur général : Robert Guilbert
- Régisseur extérieur : Fernand Jouan
- Script-girl : Paulette Taquet
- Distribution : La société des Films Sirius
- Production : Sirius Films, Bellair Films
- Directeur de production : Georges Bernier
- Secrétaire de production : Mireille de Tissot
- Tournage aux studios Parisiens et les extérieurs à l'aérodrome d'Orly et l'aéroport de Paris
- Tirage : Laboratoire L.T.C Saint-Cloud
- Mixage : Carrère
- Pellicule 35 mm, noir et blanc
- Durée : 94 min
- Genre : Policier, comédie dramatique
- Date de sortie : 
  - France - 30 septembre 1949
- Visa d'exploitation : 8515

## Distribution
- Paul Meurisse : Dominique Coche, journaliste au "courrier du cœur"
- Odette Joyeux : Andrée Coche, journaliste et femme de Dominique
- Pierre Dac : Joseph François Berty, le directeur du journal
- Marguerite Pierry : Carine, la secrétaire de Dominique
- Albert Dinan : l'inspecteur Perrier
- Jany Vallières : Lisette Granval, ex-amie d'Emmanuel Costa
- Jean Martinelli : l'avocat de Dominique Coche
- Jean Carmet : Nestor, le photographe du journal
- Fernand Fabre : Emmanuel Costa, le pianiste virtuose
- Louis Florencie : Gaston Clapet, le garçon du restaurant
- Léo Lapara : Alex Grive, l'imprésario d'Emmanuel Costa
- Luce Feyrer : Janine, une secrétaire d'Emmanuel Costa
- Jean Pignol : Jules
- Raoul Marco : le Président de la cour d'assise
- Maximilienne : Mlle Thomasson
- Pamela Wilde : Betty, la nouvelle amie d'Emmanuel Costa
- Gabrielle Rosny : l'amie de Mlle Thomasson
- Guy Derlan : le patron du bar
- Lucien Pascal : l'avocat général
- Grégory Chmara : le témoin
- Jean Morel : le commissaire
- Hennery : Duval
- Raymond Soukoff : un inspecteur
- René Worms : le professeur Belleville
- Jacques Roussel : le patron de l'hôtel
- Noël Robert : un inspecteur
- Paul Villé : le père de Lisette
- Michel Galabru : M. Mercier, le réceptionniste de l'hôtel
- Titys : l'expert en écriture
- Rivers-Cadet
- Charles Mantelet
- Georges Desmoulins
- Roger Vincent
- Maurice de Canonge :
- Jean-Pierre Méry
- Emile Morel
- Christine Covil
- Constance Thierry
- Louise Andrès